# Françoise de Cezelli
Françoise de Cezelli (22 mai 1558 — 16 octobre 1615), connue également comme Francese de Cezelly, membre d'une famille noble de Montpellier, est la gouverneure de Leucate lors du siège de la place forte par les Espagnols en 1589-1590.
Elle est l'épouse de Jean de Boursiez de Barri, gouverneur de Leucate et le remplace lorsqu'il est capturé puis exécuté par les assaillants pendant les guerres de Religion. Elle défend victorieusement la place contre la Ligue alliée aux Espagnols. Elle est maintenue par Henri IV comme gouverneur de la ville jusqu'à la majorité de son fils.

## Biographie
Françoise de Cezelli naît à Montpellier en 1558. Elle est la fille du président de la chambre des comptes de Montpellier, Jean de Cezelli, et la nièce du gouverneur de Leucate. Elle passe sa jeunesse à Saint-Aunès, loin des troubles qui agitent la cité en ces temps de guerres de religion. En 1560, Montpellier est la proie de désordres à cause des troubles religieux et son père se retire avec sa famille dans sa propriété d'Ouveillan où l'armée de la Ligue catholique l'assaille quelques années plus tard. Elle fait un premier mariage en 1572 avec François de Cayre d’Entraygues, et le couple a un fils. Son mari meurt en 1574.
Le 4 avril 1577, elle épouse à Ouveillan Jean de Boursiez, seigneur de Pantnaut de Barri, à qui elle apporte en cadeau de mariage la gouvernance de Leucate. Leucate est une forteresse, qui garde alors la frontière entre la France et l’Espagne. Ils ont cinq enfants: Hercule, Anne-Françoise, Antoine, Paul et Frances. Jean de Boursiez prend le parti d'Henri IV, contre la Ligue catholique.

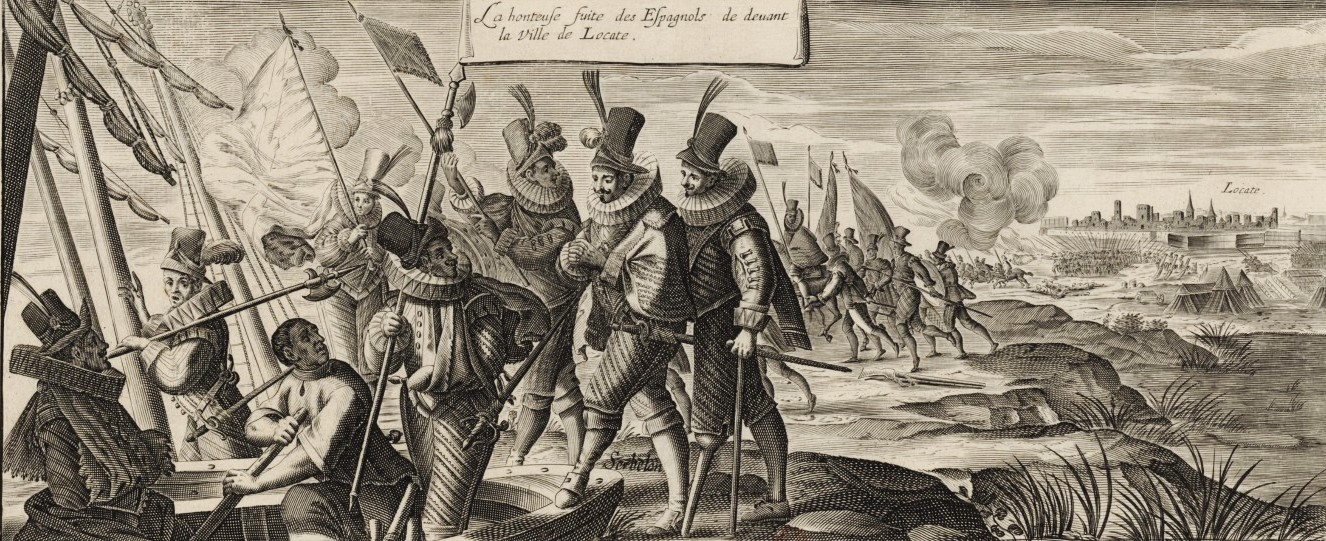
« La Honteuse fuite des Espagnols de devant la Ville de Locate », gravure française anonyme, XVIIe siècle.

En 1589, l’armée espagnole, alliée à la Ligue, vient en dresser le siège. Jean de Boursiez de Barri, part le 22 juillet 1589 avertir le duc de Montmorency, gouverneur du Languedoc, du débarquement, dans le port de La Franqui, de cinq mille lansquenets espagnols et germaniques. Il est rapidement capturé et amené à Narbonne. En l’absence de son époux, Françoise organise la défense de Leucate : galvanisant la garnison, elle repousse toutes les attaques. Exaspérés, les assaillants exigent les clefs de la forteresse en échange de la vie de Jean de Boursiez. Son épouse, Françoise refuse : « La ville est au roi et mon honneur à Dieu. Je dois les conserver jusqu’au dernier soupir… ». Son mari est exécuté, étranglé dans son cachot. Mais, au bout de trois semaines, de guerre lasse, les assaillants lèvent le siège. En reconnaissance, Henri IV lui laisse le gouvernement effectif de la place de Leucate qu'elle exerce pendant vingt-sept ans, jusqu’à la majorité de son fils aîné Hercule.
Elle meurt à Montpellier en 1615, à l'âge de 56 ans. Elle est inhumée à côté de son mari dans la chapelle Sainte-Anne de l'église Saint-Paul de Narbonne.

## Hommages
- En 1899, une statue en bronze du sculpteur Paul Ducuing fut érigée sur la place de la République à Leucate, tenant les clés de la ville. En mai 1942, le gouvernement de Vichy ordonna de faire démonter la statue et d'envoyer le bronze en Allemagne. Lorsque la statue a été soulevée dans un camion, la main tenant les clés s'est détachée. Elle est toujours conservée à la mairie[5]. Une nouvelle statue, différente, est érigée le 17 août 1975. En 2007 une statue identique à celle de 1899 est réalisé et remise sur la place de la République[6].

Cette inscription est gravée sur le socle : À Françoise de Cezelly. C'est le temps désespéré que pour bien faire. Il faut perdre la vie. Lettre de F. de Cezelly aux consuls de Narbonne, le 21 août 1589.
- Une statue, réalisé le 15 août 1975. Elle est d’abord placé sur la place de la République à Leucate avant d’être replacée le 20 septembre 2014 sur l’emplacement du Fort de Leucate.

- Une plaque commémorative rappelle sa mémoire à Montpellier.
- Une rue de Montpellier porte le nom rue Franceze de Cezelli dans le quartier Boutonnet.
- Une école élémentaire de Narbonne porte son nom[7].
- Une vedette de sauvetage de Port Leucate porte le nom « Francese de Cezelly »[8].

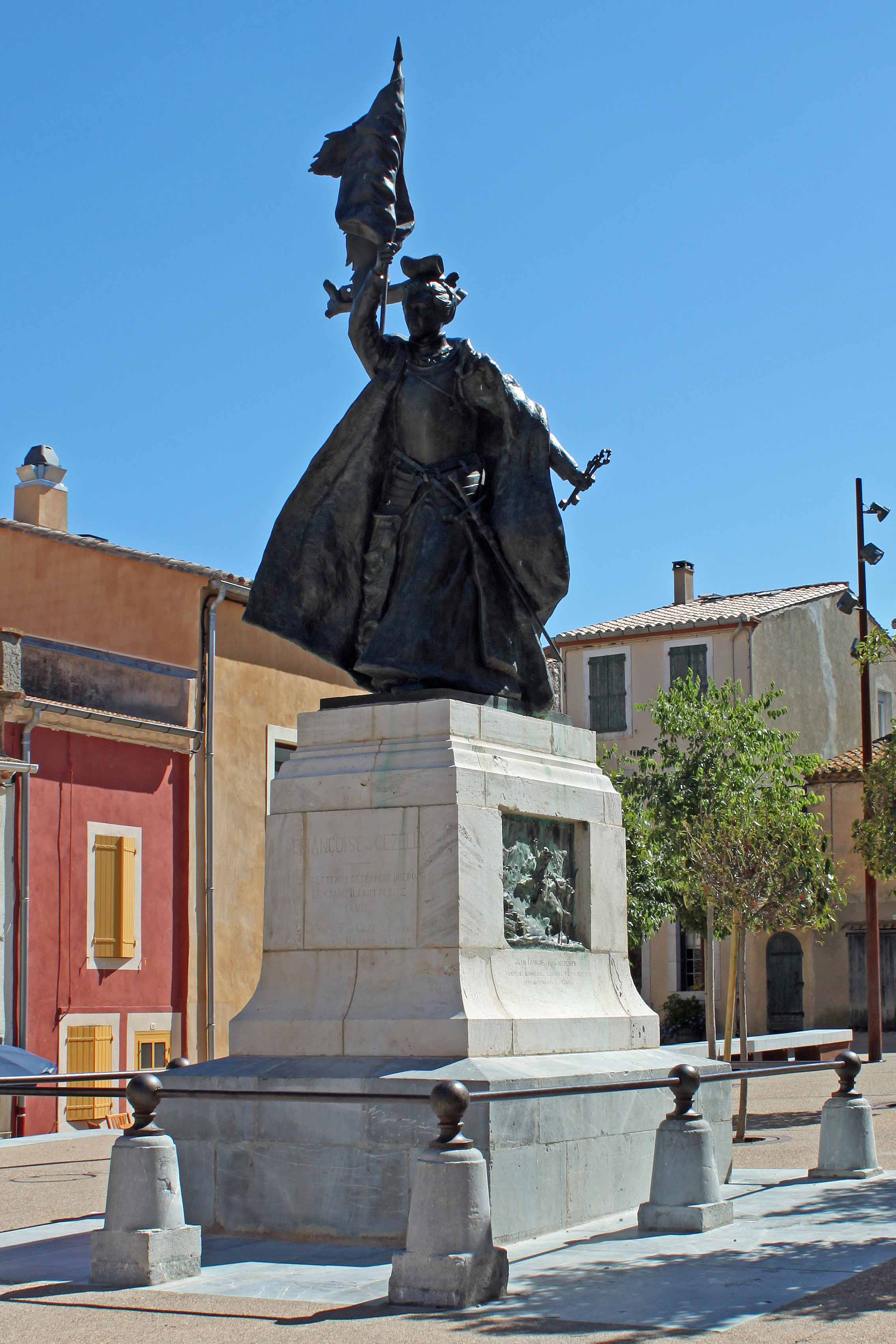
Statue de Françoise de Cezelli par Paul Ducuing restaurée après 1945.
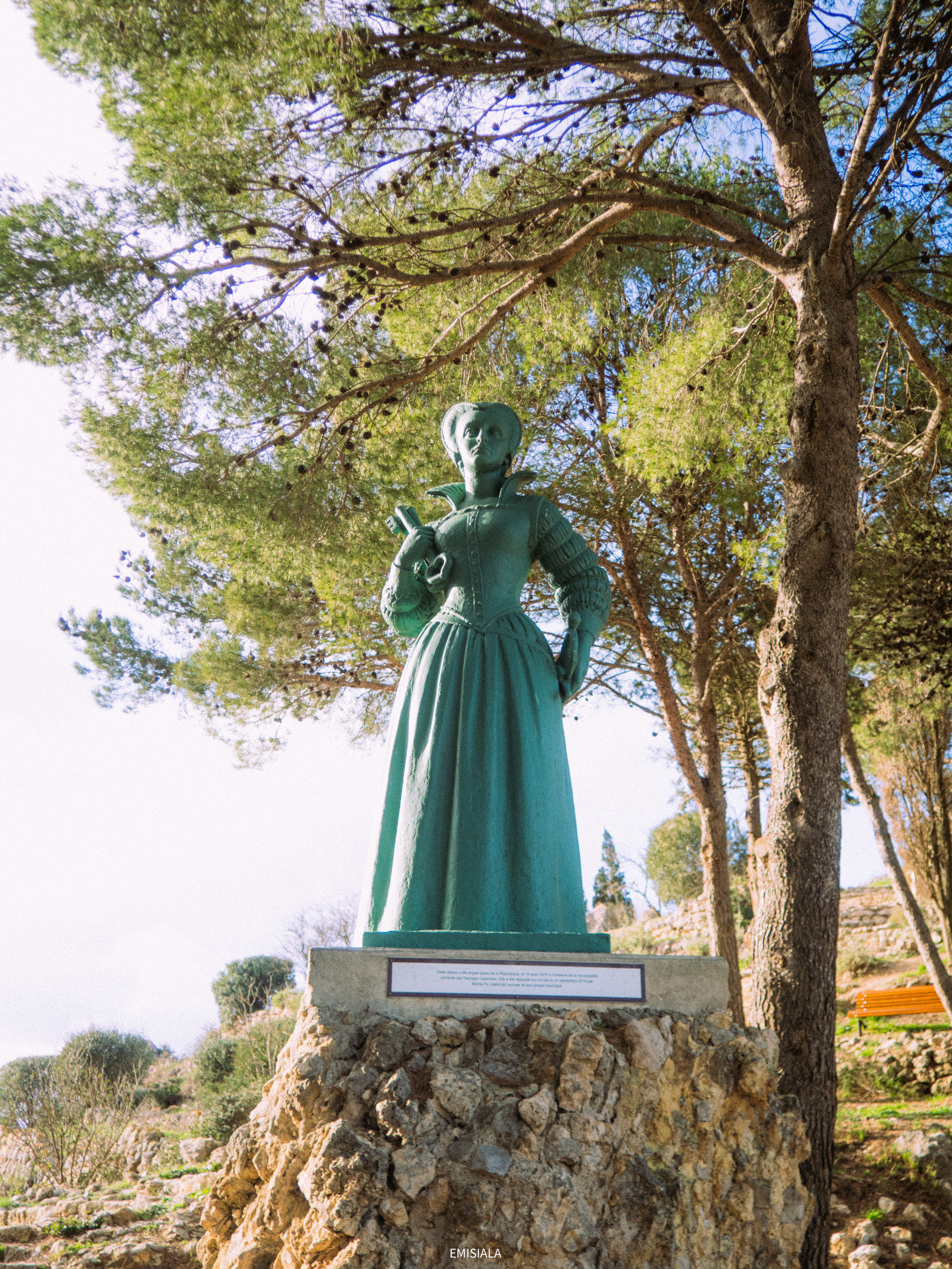
Statue de Françoise de Cezelli, réalisé le 15 août 1975.